# A Roland Garros női páros döntői
Ez a lap a Roland Garros párizsi salakpályás Grand Slam-teniszbajnokság női páros döntőit tartalmazza.
A Roland Garros a női páros versenyen 1923-ig csak francia versenyzők indulhattak. 1924-ben elmaradt a párizsi 1924. évi nyári olimpiai játékok miatt. 1925-től már más nemzetiségűek is indulhattak a tornán.
| Év   | Bajnok                                               | Döntős                                               | Eredmény a döntőben              |                                  |
| ---- | ---------------------------------------------------- | ---------------------------------------------------- | -------------------------------- | -------------------------------- |
| 1914 | Suzanne Lenglen Elizabeth Ryan                       | Blanche Amblard Suzanne Amblard                      | 6–0, 6–0                         |                                  |
| 1915 | Elmaradt ( Első világháború)                         | Elmaradt ( Első világháború)                         | Elmaradt ( Első világháború)     | Elmaradt ( Első világháború)     |
| 1916 | Elmaradt ( Első világháború)                         | Elmaradt ( Első világháború)                         | Elmaradt ( Első világháború)     | Elmaradt ( Első világháború)     |
| 1917 | Elmaradt ( Első világháború)                         | Elmaradt ( Első világháború)                         | Elmaradt ( Első világháború)     | Elmaradt ( Első világháború)     |
| 1918 | Elmaradt ( Első világháború)                         | Elmaradt ( Első világháború)                         | Elmaradt ( Első világháború)     | Elmaradt ( Első világháború)     |
| 1919 | Elmaradt                                             | Elmaradt                                             | Elmaradt                         | Elmaradt                         |
| 1920 | Dorothy Holman Phyllis Satterwaithe                  | Germaine Golding Jeanne Vaussard                     | 6–3, 6–1                         |                                  |
| 1921 | Suzanne Lenglen Germaine Golding                     | Dorothy Holman Irene Bowder Peacock                  | 6–2, 6–2                         |                                  |
| 1922 | Suzanne Lenglen Elizabeth Ryan                       | Geraldine Beamish Kitty McKane Godfree               | 6–0, 6–4                         |                                  |
| 1923 | Geraldine Beamish Kitty McKane Godfree               | Suzanne Lenglen Germaine Golding                     | 6–2, 6–3                         |                                  |
| 1924 | Elmaradt (Párizsi olimpia miatt)                     | Elmaradt (Párizsi olimpia miatt)                     | Elmaradt (Párizsi olimpia miatt) | Elmaradt (Párizsi olimpia miatt) |
| 1925 | Suzanne Lenglen Didi Vlasto                          | Evelyn Colyer Kitty McKane Godfree                   | 6–1, 9–11, 6–2                   |                                  |
| 1926 | Suzanne Lenglen Didi Vlasto                          | Evelyn Colyer Kitty McKane Godfree                   | 6–1, 6–1                         |                                  |
| 1927 | Irene Bowder Peacock Bobbie Heine                    | Peggy Saunders Phoebe Holcroft Watson                | 6–2, 6–1                         |                                  |
| 1928 | Phoebe Holcroft Watson Eileen Bennett Whittingstall  | Suzanee Deve Sylvia Lafaurie                         | 6–0, 6–2                         |                                  |
| 1929 | Lili de Alvarez Valdene Kea Bouman                   | Bobbie Heine Alida Neave                             | 7–5, 6–3                         |                                  |
| 1930 | Helen Wills Moody Elizabeth Ryan                     | Simone Barbier Simone Mathieu                        | 6–3, 6–1                         |                                  |
| 1931 | Eileen Bennett Whittingstall Betty Nuthall Shoemaker | Cilly Aussem Elizabeth Ryan                          | 9–7, 6–2                         |                                  |
| 1932 | Helen Wills Moody Elizabeth Ryan                     | Betty Nuthall Shoemaker Eileen Bennett Whittingstall | 6–1, 6–3                         |                                  |
| 1933 | Simone Mathieu Elizabeth Ryan                        | Sylvie Jung Henrotin Colette Rosambert               | 6–1, 6–3                         |                                  |
| 1934 | Simone Mathieu Elizabeth Ryan                        | Helen Hull Jacobs Sarah Palfrey Cooke                | 3–6, 6–4, 6–2                    |                                  |
| 1935 | Margaret Scriven Vivian Kay Stammers Bullitt         | Ida Adamoff Hilde Krahwinkel Sperling                | 6–4, 6–0                         |                                  |
| 1936 | Simone Mathieu Billie Yorke                          | Susan Noel Jadwiga Jedrzejowska                      | 2–6, 6–4, 6–4                    |                                  |
| 1937 | Simone Mathieu Billie Yorke                          | Dorothy Andrus Sylvie Jung Henrotin                  | 3–6, 6–2, 6–2                    |                                  |
| 1938 | Simone Mathieu Billie Yorke                          | Arlette Halff Nelly Adamson Landry                   | 6–3, 6–3                         |                                  |
| 1939 | Simone Mathieu Jadwiga Jedrzejowska                  | Alice Florian Hella Kovac                            | 7–5, 7–5                         |                                  |
| 1940 | Elmaradt ( Második világháború)                      | Elmaradt ( Második világháború)                      | Elmaradt ( Második világháború)  | Elmaradt ( Második világháború)  |
| 1941 | Elmaradt ( Második világháború)                      | Elmaradt ( Második világháború)                      | Elmaradt ( Második világháború)  | Elmaradt ( Második világháború)  |
| 1942 | Elmaradt ( Második világháború)                      | Elmaradt ( Második világháború)                      | Elmaradt ( Második világháború)  | Elmaradt ( Második világháború)  |
| 1943 | Elmaradt ( Második világháború)                      | Elmaradt ( Második világháború)                      | Elmaradt ( Második világháború)  | Elmaradt ( Második világháború)  |
| 1944 | Elmaradt ( Második világháború)                      | Elmaradt ( Második világháború)                      | Elmaradt ( Második világháború)  | Elmaradt ( Második világháború)  |
| 1945 | P. Fritz Simone Iribarne Lafargue                    | Simone Mathieu Myrtil Brunnarius                     | 6–3, 6–1                         |                                  |
| 1946 | Louise Brough Clapp Margaret Osborne duPont          | Pauline Betz Addie Doris Hart                        | 6–4 0–6 6–1                      |                                  |
| 1947 | Louise Brough Clapp Margaret Osborne duPont          | Doris Hart Patricia Canning Todd                     | 7–5 6–2                          |                                  |
| 1948 | Doris Hart Patricia Canning Todd                     | Shirley Fry Irvin Mary Arnold Prentiss               | 6–4, 6–2                         |                                  |
| 1949 | Margaret Osborne duPont Louise Brough Clapp          | Joy Gannon Betty Hilton                              | 7–5, 6–1                         |                                  |
| 1950 | Doris Hart Shirley Fry Irvin                         | Louise Brough Clapp Margaret Osborne duPont          | 1–6, 7–5, 6–2                    |                                  |
| 1951 | Doris Hart Shirley Fry Irvin                         | Beryl Barlett Barbara Scofield                       | 10–8, 6–3                        |                                  |
| 1952 | Doris Hart Shirley Fry Irvin                         | Hazel Redick-Smith Julie Wipplinger                  | 7–5, 6–1                         |                                  |
| 1953 | Doris Hart Shirley Fry Irvin                         | Maureen Connolly Brinker Julie Sampson Haywood       | 6–4, 6–3                         |                                  |
| 1954 | Maureen Connolly Brinker Nell Hall Hopman            | Maude Galtier Suzanne Schmitt                        | 7–5, 4–6, 6–0                    |                                  |
| 1955 | Beverly Baker Fleitz Darlene Hard                    | Shirley Bloomer Brasher Pat Ward Hales               | 7–5, 6–8, 13–11                  |                                  |
| 1956 | Angela Buxton Althea Gibson                          | Darlene Hard Dorothy Head Knode                      | 6–8, 8–6, 6–1                    |                                  |
| 1957 | Shirley Bloomer Brasher Darlene Hard                 | Yola Ramirez Ochoa Rosie Reyes                       | 7–5, 4–6, 7–5                    |                                  |
| 1958 | Rosie Reyes Yola Ramirez Ochoa                       | Mary Bevis Hawton Thelma Coyne Long                  | 6–4, 7–5                         |                                  |
| 1959 | Sandra Reynolds Price Renee Schuurman Haygarth       | Yola Ramirez Ochoa Rosie Reyes                       | 2–6, 6–0, 6–1                    |                                  |
| 1960 | Maria Bueno Darlene Hard                             | Pat Ward Hales Ann Haydon Jones                      | 6–2, 7–5                         |                                  |
| 1961 | Sandra Reynolds Price Renee Schuurman Haygarth       | Maria Bueno Darlene Hard                             | visszaléptek                     |                                  |
| 1962 | Sandra Reynolds Price Renee Schuurman Haygarth       | Justina Bricka Margaret Court                        | 6–4, 6–4                         |                                  |
| 1963 | Ann Haydon Jones Renee Schuurman Haygarth            | Robyn Ebbern Margaret Court                          | 7–5, 6–4                         |                                  |
| 1964 | Margaret Court Lesley Turner Bowrey                  | Norma Baylon Helga Schultze                          | 6–3, 6–1                         |                                  |
| 1965 | Margaret Court Lesley Turner Bowrey                  | Francoise Durr Jeanine Lieffrig                      | 6–3, 6–1                         |                                  |
| 1966 | Margaret Court Judy Tegart Dalton                    | Jill Blackman Fay Toyne                              | 4–6, 6–1, 6–1                    |                                  |
| 1967 | Françoise Durr Gail Chanfreau                        | Annette Van Zyl DuPlooy Pat Walkden                  | 6–2, 6–2                         |                                  |
| 1968 | Françoise Durr Ann Haydon Jones                      | Rosemary Casals Billie Jean King                     | 7–5, 4–6, 6–4                    |                                  |
| 1969 | Françoise Durr Ann Haydon Jones                      | Nancy Richey Margaret Court                          | 6–0, 4–6, 7–5                    |                                  |
| 1970 | Gail Chanfreau Françoise Durr                        | Rosemary Casals Billie Jean King                     | 6–1, 3–6, 6–3                    |                                  |
| 1971 | Gail Chanfreau Françoise Durr                        | Helen Gourlay Cawley Kerry Harris                    | 6–4, 6–1                         |                                  |
| 1972 | Billie Jean King Betty Stöve                         | Winnie Shaw Christine Truman Janes                   | 6–1, 6–2                         |                                  |
| 1973 | Margaret Court Virginia Wade                         | Francoise Durr Betty Stöve                           | 6–2, 6–3                         |                                  |
| 1974 | Chris Evert Olga Morozova                            | Gail Chanfreau Katja Ebbinghaus                      | 6–4, 2–6, 6–1                    |                                  |
| 1975 | Chris Evert Martina Navratilova                      | Julie Anthony Olga Morozova                          | 6–3, 6–2                         |                                  |
| 1976 | Fiorella Bonicelli Gail Chanfreau                    | Kathy Harter Helga Niessen Masthoff                  | 6–4, 1–6, 6–3                    |                                  |
| 1977 | Regina Marsikova Pam Teeguarden                      | Rayni Fox Helen Gourlay Cawley                       | 5–7, 6–4, 6–2                    |                                  |
| 1978 | Mima Jaušovec Virginia Ruzici                        | Lesley Turner Bowrey Gail Chanfreau                  | 5–7, 6–4, 8–6                    |                                  |
| 1979 | Betty Stöve Wendy Turnbull                           | Françoise Durr Virginia Wade                         | 3–6, 7–5, 6–4                    |                                  |
| 1980 | Kathy Jordan Anne Smith                              | Ivanna Madruga Adriana Villagran                     | 6–1, 6–0                         |                                  |
| 1981 | Rosalyn Fairbank Nideffer Tanya Harford              | Candy Reynolds Paula Smith                           | 6–1, 6–3                         |                                  |
| 1982 | Martina Navratilova Anne Smith                       | Rosemary Casals Wendy Turnbull                       | 6–3, 6–4                         |                                  |
| 1983 | Rosalyn Fairbank Nideffer Candy Reynolds             | Kathy Jordan Anne Smith                              | 5–7, 7–5, 6–2                    |                                  |
| 1984 | Martina Navratilova Pam Shriver                      | Claudia Kohde-Kilsch Hana Mandlíková                 | 5–7, 6–3, 6–2                    |                                  |
| 1985 | Martina Navratilova Pam Shriver                      | Claudia Kohde-Kilsch Helena Suková                   | 4–6, 6–2, 6–2                    |                                  |
| 1986 | Martina Navratilova Temesvári Andrea                 | Steffi Graf Gabriela Sabatini                        | 6–1, 6–2                         |                                  |
| 1987 | Martina Navratilova Pam Shriver                      | Steffi Graf Gabriela Sabatini                        | 6–2, 6–1                         |                                  |
| 1988 | Martina Navratilova Pam Shriver                      | Claudia Kohde-Kilsch Helena Suková                   | 6–2, 7–5                         |                                  |
| 1989 | Larisa Savchenko Neiland Natallja Zvereva            | Steffi Graf Gabriela Sabatini                        | 6–4, 6–4                         |                                  |
| 1990 | Jana Novotná Helena Suková                           | Larisa Savchenko Neiland Natallja Zvereva            | 6–4, 7–5                         |                                  |
| 1991 | Gigi Fernández Jana Novotná                          | Larisa Savchenko Neiland Natallja Zvereva            | 6–4, 6–0                         |                                  |
| 1992 | Gigi Fernández Natallja Zvereva                      | Conchita Martínez Arantxa Sánchez Vicario            | 6–3, 6–2                         |                                  |
| 1993 | Gigi Fernández Natallja Zvereva                      | Larisa Savchenko Neiland Jana Novotná                | 6–3, 7–5                         |                                  |
| 1994 | Gigi Fernández Natallja Zvereva                      | Lindsay Davenport Lisa Raymond                       | 6–2, 6–2                         |                                  |
| 1995 | Gigi Fernández Natallja Zvereva                      | Jana Novotná Arantxa Sánchez Vicario                 | 6–7(6), 6–4, 7–5                 |                                  |
| 1996 | Lindsay Davenport Mary Joe Fernández                 | Gigi Fernández Natallja Zvereva                      | 6–2, 6–1                         |                                  |
| 1997 | Gigi Fernández Natallja Zvereva                      | Mary Joe Fernández Lisa Raymond                      | 6–2, 6–3                         |                                  |
| 1998 | Martina Hingis Jana Novotná                          | Lindsay Davenport Natallja Zvereva                   | 6–1, 7–6(4)                      |                                  |
| 1999 | Venus Williams Serena Williams                       | Martina Hingis Anna Kurnyikova                       | 6–3, 6–7(2), 8–6                 |                                  |
| 2000 | Martina Hingis Mary Pierce                           | Virginia Ruano Pascual Paola Suárez                  | 6–2, 6–4                         |                                  |
| 2001 | Virginia Ruano Pascual Paola Suárez                  | Jelena Dokić Conchita Martínez                       | 6–2, 6–1                         |                                  |
| 2002 | Virginia Ruano Pascual Paola Suárez                  | Lisa Raymond Rennae Stubbs                           | 6–4, 6–2                         |                                  |
| 2003 | Kim Clijsters Szugijama Ai                           | Virginia Ruano Pascual Paola Suárez                  | 6–7(5), 6–2, 9–7                 |                                  |
| 2004 | Virginia Ruano Pascual Paola Suárez                  | Szvetlana Kuznyecova Jelena Lihovceva                | 6–0, 6–3                         |                                  |
| 2005 | Virginia Ruano Pascual Paola Suárez                  | Cara Black Liezel Huber                              | 4–6, 6–3, 6–3                    |                                  |
| 2006 | Lisa Raymond Samantha Stosur                         | Daniela Hantuchová Szugijama Ai                      | 6–3, 6–2                         |                                  |
| 2007 | Alicia Molik Mara Santangelo                         | Katarina Srebotnik Szugijama Ai                      | 7–6(5), 6–4                      |                                  |
| 2008 | Anabel Medina Garrigues Virginia Ruano Pascual       | Casey Dellacqua Francesca Schiavone                  | 2–6, 7–5, 6–4                    |                                  |
| 2009 | Anabel Medina Garrigues Virginia Ruano Pascual       | Viktorija Azaranka Jelena Vesznyina                  | 6–1, 6–1                         |                                  |
| 2010 | Serena Williams Venus Williams                       | Květa Peschke Katarina Srebotnik                     | 6–2, 6–3                         |                                  |
| 2011 | Andrea Hlaváčková Lucie Hradecká                     | Szánija Mirza Jelena Vesznyina                       | 6–4, 6–3                         |                                  |
| 2012 | Sara Errani Roberta Vinci                            | Marija Kirilenko Nagyezsda Petrova                   | 4–6, 6–4, 6–2                    |                                  |
| 2013 | Jekatyerina Makarova Jelena Vesznyina                | Sara Errani Roberta Vinci                            | 7–5, 6–2                         |                                  |
| 2014 | Hszie Su-vej Peng Suaj                               | Sara Errani Roberta Vinci                            | 6–4, 6–1                         |                                  |
| 2015 | Bethanie Mattek-Sands Lucie Šafářová                 | Casey Dellacqua Jaroszlava Svedova                   | 3–6, 6–4, 6–2                    |                                  |
| 2016 | Caroline Garcia Kristina Mladenovic                  | Jekatyerina Makarova Jelena Vesznyina                | 6–3, 2–6, 6–4                    |                                  |
| 2017 | Bethanie Mattek-Sands Lucie Šafářová                 | Ashleigh Barty Casey Dellacqua                       | 6–2, 6–1                         |                                  |
| 2018 | Barbora Krejčíková Kateřina Siniaková                | Eri Hozumi Makoto Ninomiya                           | 6–3, 6–3                         |                                  |
| 2019 | Babos Tímea Kristina Mladenovic                      | Tuan Jing-jing Cseng Szaj-szaj                       | 6–2, 6–3                         |                                  |
| 2020 | Babos Tímea Kristina Mladenovic                      | Alexa Guarachi Desirae Krawczyk                      | 6–4, 7–5                         |                                  |
| 2021 | Barbora Krejčíková Kateřina Siniaková                | Bethanie Mattek-Sands Iga Świątek                    | 6–4, 6–2                         |                                  |
| 2022 | Caroline Garcia Kristina Mladenovic                  | Cori Gauff Jessica Pegula                            | 2–6, 6–3, 6–2                    |                                  |
| 2023 | Hszie Su-vej Vang Hszin-jü                           | Leylah Fernandez Taylor Townsend                     | 1–6, 7–6(5), 6–1                 |                                  |
| 2024 | Cori Gauff Kateřina Siniaková                        | Sara Errani Jasmine Paolini                          | 7–6(5), 6–3                      |                                  |
| 2025 | Sara Errani Jasmine Paolini                          | Anna Danilina Aleksandra Krunić                      | 6–4, 2–6, 6–1                    |                                  |

## Lásd még
- Roland Garros
- Férfi egyes döntők
- Női egyes döntők
- Férfi páros döntők
- Vegyes páros döntők